# ثاديوس ولف
ثاديوس ولف (بالإنجليزية: Thaddeus Wolfe)‏ هو فنان زجاج ‏ أمريكي، ولد في 1979 في توليدو في الولايات المتحدة.

## وصلات خارجية
- الموقع الرسمي